# Calotes versicolor
Calotes versicolor é uma espécie de lagarto pertencente ao gênero Calotes, da família Agamidae. É nativo de grande parte do continente asiático e foi introduzido em muitos países onde não existia originalmente. Possui aproximadamente 35 centímetros de comprimento e sua alimentação constitui principalmente de insetos.

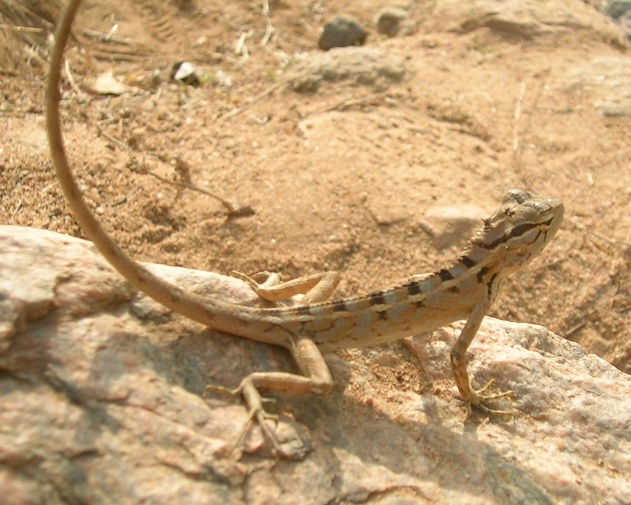

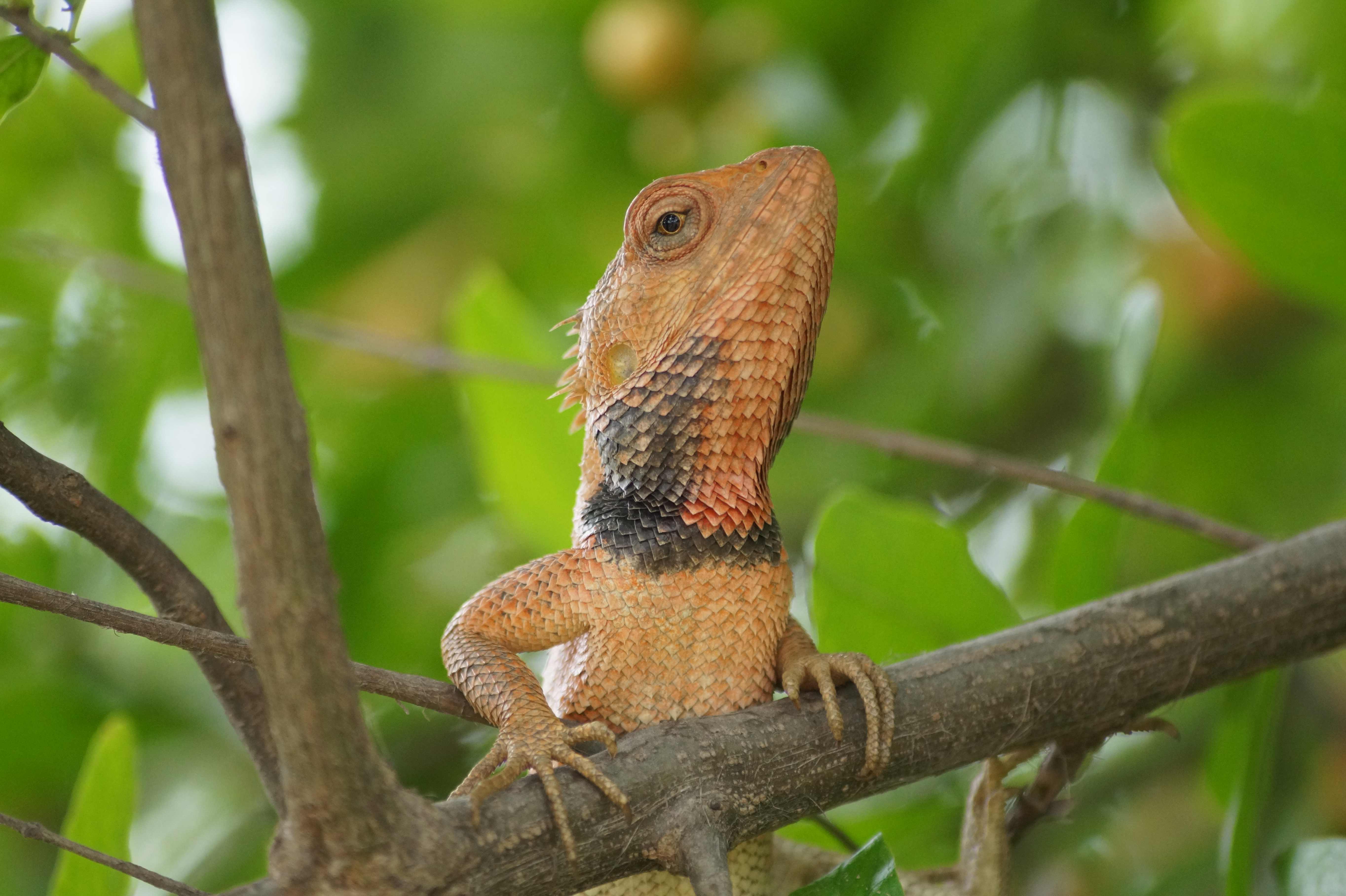

Trata-se de um lagarto muito colorido, e assim como muitas outras espécies como o anolis e o camaleão, possui a habilidade de mudar de cor (apesar de não ser tão hábil nesse quesito quanto seus parentes mais famosos). Ao contrário de muitos lagartos porém, o Calotes versicolor não possui a habilidade de auto-amputar sua cauda para escapar de um predador (habilidade pela qual são famosas as lagartixas e geckos).